# Clarkson (Nebraska)
Clarkson è una città della contea di Colfax, nello Stato del Nebraska, negli Stati Uniti. La popolazione era di 658 abitanti al censimento del 2010.

## Storia
Clarkson fu pianificata nel 1886 quando era certo che una nuova linea ferroviaria sarebbe stata estesa fino al sito. Prende questo nome da T. S. Clarkson, un funzionario postale che contribuì alla creazione del primo ufficio postale della città.